# Cantón el Triunfo
Cantón el Triunfo är en ort i Mexiko.   Den ligger i kommunen Huehuetán och delstaten Chiapas, i den sydöstra delen av landet, 900 km sydost om huvudstaden Mexico City. Cantón el Triunfo ligger 152 meter över havet och antalet invånare är 442.
Terrängen runt Cantón el Triunfo är platt åt sydväst, men åt nordost är den kuperad. Runt Cantón el Triunfo är det tätbefolkat, med 319 invånare per kvadratkilometer. Närmaste större samhälle är Tapachula, 16,8 km sydost om Cantón el Triunfo. Omgivningarna runt Cantón el Triunfo är en mosaik av jordbruksmark och naturlig växtlighet.